# Smoljan (provins)
Smoljan er en af de 28 provinser i Bulgarien, beliggende i den sydlige del af landet, grænsende til Bulgariens naboland Grækenland. Provinsen har et areal på 3.193 kvadratkilometer og et indbyggertal (pr. 2009) på 135.168.Folketællingen 7. september 2021 viste et indbyggertal på 96.284 i provinsen. Klik på referencen i indledningen i artiklen om Bulgarien for resultat af folketælling.
Smoljans hovedstad er byen Smoljan, der med sine ca. 33.000 indbyggere også er provinsens største by. Af andre store byer kan nævnes Zlatograd (ca. 7.000 indbyggere) og Devin (ca. 7.000 indbyggere). Provinsen er blandt andet kendt for sine skisportssteder i Rodopibjergene, Pamporovo og Tjepelare, der hører til de bedst besøgte områder for skiferie i det sydøstlige Europa.